# Cláudio Mamberti
Cláudio Duarte Mamberti (Santos, 29 de outubro de 1940 — São Paulo, 19 de setembro de 2001) foi um ator brasileiro de cinema, teatro e televisão. Foi diretor do Sindicato dos Artistas e Técnicos de São Paulo, junto com Lélia Abramo, Renato Consorte, Dulce Muniz e Robson Camargo. Era irmão do também ator Sérgio Mamberti.

## Biografia
Estreou profissionalmente em Santos, na década de 1950, depois de um breve contato com Patrícia Rehder Galvão, a Pagu, que dirigia um grupo de teatro. Sua estreia profissional foi em São Paulo, na peça Antígone América, de Carlos Henrique Escobar, dirigida por Antonio Abujamra, em que contracenou pela primeira vez com o irmão, Sérgio Mamberti.
Algumas de atuações principais foram em “Barrela”, o filme de Marco Antonio Cury baseado na peça de Plínio Marcos, e em “Kuarup”, de Ruy Guerra, adaptado do romance de Antonio Callado. Mamberti trabalhou também em “Cidade Oculta”, de Chico Botelho, em “O Quatrilho”, de Fábio Barreto.
No teatro Cláudio participou de encenações de destaque como “O Balcão”, de Jean Genet, e “Cemitério de Automóveis”, dirigidas por Victor Garcia. Nos anos 70, esteve nos elencos de “Gota d'Água”, de Chico Buarque e Paulo Pontes, e “Ópera do Malandro”, de Chico Buarque, dirigida por Luís Antônio Martinez Corrêa. Atuou sob a direção de outros nomes consagrados como Moacyr Góes (“Romeu e Julieta”) e Ulisses Cruz (“Encontrar-se”, de Luigi Pirandello).
Na televisão, Mamberti participou da novela “A Viagem”, e das minisséries “O Tempo e o Vento” e “O Primo Basílio”, da rede Globo; e das novelas “Helena” e “Tocaia Grande”, na Rede Manchete.
Em comum com muitos artistas de sua geração, Cláudio Mamberti tinha grande compromisso com a cidadania e interesse pela política, conviveu com ideias fervilhantes e personagens carismáticas, como Judith Malina e Julian Beck, do grupo norte-americano The Living Theatre.
Cláudio Mamberti morreu em 19 de setembro de 2001, depois de vinte dias internado no Hospital Sírio-Libanês, devido a falência múltipla dos órgãos e septicemia, tendo sido cremado no Cemitério da Vila Alpina, em São Paulo.

## Filmografia

### Televisão
| Ano       | Título | Papel                   |
| --------- | --- | ----------------------- |
| 1998-2000 | Você Decide - Um Casamento Aberto 2000 - Amor em Pedaços 1999 - Um Outro em Meu Lugar 1999 - Na Passarela do Samba 1999 - Assédio 1998 | Boca / Leocádio         |
| 2000      | Uga Uga | Paulão                  |
| 1999      | Tiro & Queda | Dr. Aranha              |
| 1999      | Sai de Baixo | Dr. Raposo / Carne Dura |
| 1999      | Força de Um Desejo | Domingos                |
| 1998      | Serras Azuis | Padre Queiroz           |
| 1998      | Hilda Furacão | Juiz                    |
| 1998      | Dona Flor e Seus 2 Maridos | Máximo                  |
| 1997      | Anjo Mau | político                |
| 1997      | O Amor Está no Ar | Carlos Abreu            |
| 1996      | Caça Talentos | Manoel Ypiranga         |
| 1996      | Dona Anja | Zeferino Duarte         |
| 1995      | Tocaia Grande |                         |
| 1994      | A Viagem | Geraldão                |
| 1994      | Castelo Rá Tim Bum | Professor Aldebaran     |
| 1993      | Sex Appeal |                         |
| 1991      | O Sorriso do Lagarto |                         |
| 1990      | A, E, I, O... Urca | Ruiz                    |
| 1988      | O Primo Basílio | João Noronha            |
| 1987      | Carmem | Promotor                |
| 1987      | Helena | Thales                  |
| 1986      | Sinhá Moça | Delegado Antero         |
| 1986      | Tenda dos Milagres | Pedrito Gordo           |
| 1985      | O Tempo e o Vento | Nicolau                 |
| 1984      | A Máfia no Brasil |                         |
| 1983      | Parabéns pra Você | Epstein                 |
| 1971      | Os Deuses Estão Mortos | Juvenal                 |
| 1970      | As Pupilas do Senhor Reitor |                         |

### Cinema
| Ano  | Título                                | Papel       |
| ---- | ------------------------------------- | ----------- |
| 1970 | Orgia (inacabado)                     |             |
| 1970 | República da Traição                  |             |
| 1972 | Vozes do Medo                         |             |
| 1976 | Dona Flor e Seus Dois Maridos         |             |
| 1976 | Luz, Cama, Ação!                      |             |
| 1982 | As Safadas                            |             |
| 1982 | Noites Paraguaias                     |             |
| 1982 | Um Casal de Três                      |             |
| 1983 | Janete                                |             |
| 1985 | Avaeté - semente da vingança          |             |
| 1985 | Real Desejo                           |             |
| 1986 | Cidade Oculta                         |             |
| 1987 | Anjos da Noite                        |             |
| 1988 | O Escorpião Escarlate                 |             |
| 1989 | Kuarup                                |             |
| 1989 | Barrela: Escola de Crimes             | Portuga     |
| 1990 | Beijo 2348/72                         |             |
| 1990 | Inspetor Faustão e o Mallandro        | Tom Cru     |
| 1990 | Lua de cristal                        |             |
| 1990 | Assim Na Tela Como No Céu             |             |
| 1990 | Sua Excelência, o Candidato           |             |
| 1990 | Vai Trabalhar, Vagabundo II - A Volta |             |
| 1994 | Sábado (filme)                        |             |
| 1994 | Mil e Uma                             |             |
| 1995 | O Quatrilho                           |             |
| 1996 | O Guarani                             |             |
| 1997 | Baile Perfumado                       |             |
| 1997 | For All - O Trampolim da Vitória      |             |
| 1997 | O Cangaceiro                          |             |
| 1997 | Miramar                               |             |
| 1998 | Amor & Cia                            |             |
| 1998 | Policarpo Quaresma, Herói do Brasil   |             |
| 1999 | Tiradentes (filme)                    |             |
| 1999 | Parceiros & Palermas                  | Sr. Alcides |
| 2000 | Minha Vida em Suas Mãos               |             |
| 2001 | Sonhos Tropicais                      |             |

## Espetáculos
| Título                    | Ano                |
| ------------------------- | ------------------ |
| Antígone América          | (São Paulo - 1960) |
| A Pena e a Lei            | (São Paulo - 1964) |
| O Rei Devasso             | (1984)             |
| A Farsa do Mestre Patelin | (São Paulo - 1964) |